# Kalskärs fjärden
Kalskärs fjärden är en fjärd i Finland. Den ligger i landskapet Egentliga Finland, i den sydvästra delen av landet, 150 km väster om huvudstaden Helsingfors.
Kalskärs fjärden avgränsas av Furuholmen i norr, Sommarön i nordöst, Långskäret i sydöst, Furuholm i söder, Öröskäret i väster och Kalskäret i nordväst. Den ansluter till Furuholms sund i norr och Öfjärden i sydöst.